# Marathon van Houston 2011
De marathon van Houston 2011 (ook wel Chevron Houston) vond plaats op zondag 30 januari 2011. In totaal finishten 6903 marathonlopers de wedstrijd waarvan 2558 vrouwen.

## Uitslagen

### Mannen
| rang   | naam                     | land | tijd    |
| ------ | ------------------------ | ---- | ------- |
| Goud   | Bekana Daba              | KEN  | 2:07.04 |
| Zilver | Nicholas Arciniaga       | USA  | 2:11.30 |
| Brons  | Wilfred Kipkosgei Murgor | KEN  | 2:11.41 |
| 4      | Robin Watson             | CAN  | 2:16.17 |
| 5      | Jesse Davis              | USA  | 2:18.47 |
| 6      | Brett Gotcher            | USA  | 2:19.30 |
| 7      | Brian Lyons              | USA  | 2:19.52 |
| 8      | Adam MacDowell           | USA  | 2:22.16 |
| 9      | Aleksandar Tomas         | USA  | 2:22.51 |
| 10     | Robert Gomez             | USA  | 2:23.02 |

### Vrouwen
| rang   | naam                    | land | tijd    |
| ------ | ----------------------- | ---- | ------- |
| Goud   | Mamitu Daska            | ETH  | 2:26.33 |
| Zilver | Ashu Kasim              | ETH  | 2:27.47 |
| Brons  | Stephanie Rothstein     | USA  | 2:29.35 |
| 4      | Belainesh Gebre         | ETH  | 2:34.47 |
| 5      | Salomie Getnet          | ETH  | 2:36.34 |
| 6      | Kirsten Fryburg-Zaitz   | USA  | 2:40.47 |
| 7      | Heather Cappello        | USA  | 2:40.58 |
| 8      | Tigust Tufa             | ETH  | 2:41.50 |
| 9      | Emily Harrison          | USA  | 2:42.27 |
| 10     | Nicole Kulikov-Hagobian | USA  | 2:44.06 |

1972 ·
1973 ·
1974  ·
1975 ·
1976 ·
1977 ·
1978 ·
1979 ·
1980 ·
1981 ·
1982 ·
1983 ·
1984 ·
1985 ·
1986 ·
1987 ·
1988 ·
1989 ·
1990 ·
1991 ·
1992 ·
1993 ·
1994 ·
1995 ·
1996 ·
1997 ·
1998 ·
1999 ·
2000 ·
2001 ·
2002 ·
2003 ·
2004 ·
2005 ·
2006 ·
2007 ·
2008 ·
2009 ·
2010 ·
2011 ·
2012 ·
2013 ·
2014 ·
2015 ·
2016 ·
2017